# Pol (geografisk)
 For alternative betydninger, se Pol. (Se også artikler, som begynder med Pol)
En geografisk pol er det ene af en planets to omdrejningspunkter (nord- og sydpolen). De to geografiske poler stemmer ikke overens med de magnetiske poler.